# بافل كاسترامين
بافل كاسترامين (بالروسية: Костромин, Павел Олегович)‏ (مواليد 12 يوليو 1991) هو ملاكم بيلاروسي، مثّل بلاده في الألعاب الأولمبية الصيفية 2016.

## روابط خارجية
بافل كاسترامين على موقع اللجنة الأولمبية الدولية (الإنجليزية)
- بافل كاسترامين على موقع أوليمبيديا (الإنجليزية)